# سینکلر سی۵
سینکلر سی۵ یک سه چرخه خوابیده الکتریکی یا به‌طور دقیق تر از لحاظ فنی یک «سه چرخه پدالی که از نیروی الکتریکی نیز کمک می‌گیرد» است.
این طرح نقطه اوج علاقه دیرینه سر کلایو سینکلر به خودروهای برقی بود. اگرچه این وسیله به‌طور گسترده به عنوان «اتومبیل برقی» توصیف می‌شد، اما سینکلر آن را وسیله نقلیه و نه اتومبیل توصیف می‌کرد.
سینکلر یکی از شناخته شده‌ترین میلیونرهای بریتانیایی بود و به پشتوانه گسترش موفق رایانه‌های خانگی شرکت تحقیقات سینکلر در اوایل دهه ۱۹۸۰، جایگاه شوالیه را بدست آورد. او امیدوار بود موفقیت خود را در بازار وسایل نقلیه الکتریکی، که آن را آماده بهره‌برداری به عنوان یک رویکرد جدید شرکت می‌دید، تکرار کند.
سی۵ از یک پروژه قدیمی تر برای تولید یک خودرو برقی کوچک به نام سی۱ سرچشمه گرفت. پس از یک تغییر در قانون به دنبال لابی تولیدکنندگان دوچرخه، سینکلر سی۵ را به عنوان یک سه چرخه برقی با بدنه پلی پروپیلن و یک شاسی طراحی شده توسط شرکت لوتوس کارز، توسعه داد. این قرار بود شروعی بر یک طرح جاه طلبانه برای تولید یک خانواده وسایل نقلیه الکتریکی باشد، اما توسعه مدلهای سی۱۰ و سی۱۵ هرگز بیشتر از طراحی روی کاغذ پیشرفت نکرد.